# Dustin Cook
Dustin Armand Cook (ur. 11 lutego 1989 w Toronto) – kanadyjski narciarz alpejski specjalizujący się w konkurencjach szybkościowych.

## Kariera
Po raz pierwszy na arenie międzynarodowej Dustin Cook pojawił się 11 grudnia 2004 roku w Val Saint-Côme, gdzie w zawodach FIS Race w slalomie zajął 49. miejsce. W 2007 roku wystartował na mistrzostwach świata juniorów w Altenmarkt, gdzie jego najlepszym wynikiem było 28. miejsce w gigancie. Jeszcze dwukrotnie startował na imprezach tego cyklu, najlepszy wynik osiągając podczas mistrzostw świata juniorów w Garmisch Partenkirchen w 2009 roku, gdzie zajął dziewiąte miejsce w zjeździe. W zawodach Pucharu Świata zadebiutował 27 listopada 2010 roku w Lake Louise, zajmując 60. miejsce w zjeździe. Pierwsze pucharowe punkty wywalczył 14 stycznia 2011 roku w Wengen, gdzie rywalizację w superkombinacji zakończył na 29. pozycji. W 2013 roku brał udział w gigancie na mistrzostwach świata w Schladming, jednak nie ukończył zawodów. Największy sukces w karierze osiągnął w lutym 2015 roku, kiedy wywalczył srebrny medal w supergigancie podczas mistrzostw świata w Vail/Beaver Creek. W zawodach tych wyprzedził go jedynie Austriak Hannes Reichelt, a trzecie miejsce zajął Francuz Adrien Théaux.

## Osiągnięcia

### Igrzyska olimpijskie
| Miejsce | Dzień     | Rok  | Miejscowość | Konkurencja | Czas biegu | Strata | Zwycięzca          |
| ------- | --------- | ---- | ----------- | ----------- | ---------- | ------ | ------------------ |
| 32.     | 15 lutego | 2018 | Pjongczang  | Zjazd       | 1:40,25    | +3,55  | Aksel Lund Svindal |
| 9.      | 16 lutego | 2018 | Pjongczang  | Supergigant | 1:24,44    | +0,79  | Matthias Mayer     |

### Mistrzostwa świata
| Miejsce | Dzień     | Rok  | Miejscowość  | Konkurencja | Czas biegu | Strata | Zwycięzca       |
| ------- | --------- | ---- | ------------ | ----------- | ---------- | ------ | --------------- |
| DNF2    | 15 lutego | 2013 | Schladming   | Gigant      | 2:28,92    | -      | Ted Ligety      |
| 2.      | 5 lutego  | 2015 | Beaver Creek | Supergigant | 1:15,68    | +0,11  | Hannes Reichelt |
| 12.     | 13 lutego | 2015 | Beaver Creek | Gigant      | 2:36,42    | +2,26  | Ted Ligety      |
| DNF     | 9 lutego  | 2017 | Sankt Moritz | Supergigant | 1:25,38    | -      | Erik Guay       |
| DNF     | 6 lutego  | 2019 | Åre          | Supergigant | 1:24,20    | -      | Dominik Paris   |

### Mistrzostwa świata juniorów
| Miejsce | Dzień     | Rok  | Miejscowość            | Konkurencja | Czas biegu | Strata | Zwycięzca               |
| ------- | --------- | ---- | ---------------------- | ----------- | ---------- | ------ | ----------------------- |
| 39.     | 8 marca   | 2007 | Altenmarkt             | Supergigant | 1:07,77    | +3,87  | Beat Feuz               |
| 28.     | 9 marca   | 2007 | Altenmarkt             | Gigant      | 2:14,01    | +3,60  | Marcel Hirscher         |
| DNF1    | 10 marca  | 2007 | Altenmarkt             | Slalom      | 1:49,45    | -      | Matic Skube             |
| 44.     | 26 lutego | 2008 | Formigal               | Zjazd       | 1:45,31    | +4,90  | Hagen Patscheider       |
| DNF1    | 27 lutego | 2008 | Formigal               | Slalom      | 1:29,68    | -      | Marcel Hirscher         |
| DNF     | 28 lutego | 2008 | Formigal               | Supergigant | 1:21,02    | -      | Andreas Sander          |
| 31.     | 29 lutego | 2008 | Formigal               | Gigant      | 1:57,00    | +5,37  | Marcel Hirscher         |
| 9.      | 4 marca   | 2009 | Garmisch-Partenkirchen | Zjazd       | 1:39,06    | +1,12  | Andy Plank              |
| DSQ     | 4 marca   | 2009 | Garmisch-Partenkirchen | Supergigant | 1:16,64    | -      | Manuel Kramer           |
| DNF1    | 5 marca   | 2009 | Garmisch-Partenkirchen | Gigant      | 2:18,49    | -      | Alexis Pinturault       |
| 22.     | 6 marca   | 2009 | Garmisch-Partenkirchen | Slalom      | 1:20,78    | +2,53  | Jesper Riis-Johannessen |

### Puchar Świata

#### Miejsca w klasyfikacji generalnej
- sezon 2010/2011: 163.
- sezon 2012/2013: 126.
- sezon 2014/2015: 30.
- sezon 2016/2017: 88.
- sezon 2017/2018: 70.
- sezon 2018/2019: 107.

#### Miejsca na podium w zawodach
1. Kvitfjell – 8 marca 2015 (supergigant) – 3. miejsce
2. Méribel – 19 marca 2015 (supergigant) – 1. miejsce